# أرقام (موقع ويب)
أرقام (بالإنجليزية: Argaam) منصة مالية سعودية مختصة في نشر بيانات وأخبار مالية واستثمارية وتعتبر مصدرا أساسيا لوسائل الإعلام في مجال التحليلات الاقتصادية والمالية، ولها تأثير واضح على الرأي العام. تدار بواسطة شركة أرقام للاستثمار، حيث افتتحت المنصة العربية في مارس 2007، وحصلت في نفس العام على جائرة الإمارات للتطبيقات والمواقع. أطلقت النسخة الإنجليزية في أبريل 2015، والتي تقدم التحليلات السوقية والمقابلات والتغطيات لأسواق المنطقة.
في أكتوبر 2017، استحوذت المجموعة السعودية للأبحاث والإعلام على 51% من أرقام مقابل 37.5 مليون ريال سعودي.

## ألفابيتا
ألفابيتا هو قسم فرعي من أرقام ينشر مقالات الكتاب الاقتصاديين والماليين في دول المنطقة.

## الجوائز
فازت منصة أرقام بجائزة الإعلام الرقمي لأفضل منصة اقتصادية من جائزة الإعلام العربي عام 2023.